# Ječarji
Ječarji je slovenski distopični znanstvenofantastični kriminalni film iz leta 1991. 
Tema filma je gerontokracija.

### Zgodba
Posebna loža robotskih starcev deluje kot oblast v senci ter se ohranja in obnavlja z energetskim vampirizmom na račun ugrabljenih mladih moških, ki jih hranijo v posebnih laboratorijih za pretapljanje energije. Mlada dekleta so ugodnice starcem in vaba za mlade fante. Policija ugrabiteljem pride na sled, vendar eden od njih, Pavle, pade v njihove roke. Ječarka Kristina se vanj zaljubi. Tvega življenje in oslepi, da bi ga rešila. Čeprav je v svojem boju osamljena, uspe razdreti lobi starcev. Pavle in Kristina preživita.

## Produkcija
Scenarij je bil dokončan leta 1986, sprejel ga je še Bojan Štih, takratni vodja Vibe. Potem ga je prevzel Studio 37 in je čakal še dve leti. Leta 1990 se je našel denar za realizacijo. Narejen je bil v vzporedni produkciji, da je bil lahko dokončan. Če bi film namesto Studia 37 producirala Viba, bi ga njena agonija po Cigličevem mnenju pokopala.
Film so snemali na otočku Srakane pri Susku (blizu Lošinja), na Brdu pri Kranju (Protokolarni objekti), v Ljubljani in v studiu. Snemanje je trajalo 29 dni namesto predvidenih 45. Povabljeni so bili tudi igralci iz Zagreba in Beograda.

## Predvajanje
Predstavljen je bil na celjskem in goriškem filmskem festivalu ter na posebni interni projekciji v Mini kinu Union. Slavnostno premiero je doživel 6. aprila 1991 v kranjskem kinu Center.

## Kritike
Lilijana Resnik je napisala, da je film slab, da ga optimistični konec s plemenito poanto ne more rešiti in da bo šel v pozabo, s čimer bo storjena krivica nekaterim igralcem ter kreatorjem zelo učinkovite scenografije, kostumografije, mojstrske maske in odlične fotografije. Zgodbo je opisala kot nebogljeno in razsuto zmešnjavo, ki ne ve, kaj hoče povedati. Spraševala se je, ali je scenarij slab ali pa ga režiser ni znal prenesti na film. Metuzalemi, pol ljudje in pol roboti, so se ji zdeli nesmiselni, njihovo govorjenje pa neumno. Poskus obsodbe totalitarnosti je po njenem izzvenel v puhlo sodbo v preteklost zazrtega uma, ki se preobremenjen z minulostjo upogiba pod lastno miselno navlako. Zgodbo o Kristini in njenem policaju, ki vsebuje presnovan svetopisemski motiv žrtvovanja in se pojavi proti koncu filma, je označila za edino svetlo točko tega kaosa.

## Zasedba
| - Svetozar Cvetković: Pavle - Tanja Ribič: Afrodita - Majolka Šuklje: vratarka - Ksenija Marinković: Kristina - Maja Weiss: Kobra - Anka Kocmur: Diana | - Marjeta Gregorač: Milena - France Severkar: član predsedstva - Lidija Jenko: Helena - Marko Derganc: Hinko - Polde Bibič: Franc - Srečo Špik: Doza | - Jože Vunšek: manipulator - Ivo Godnič: zdravnik - Janez Vrhovec: član predsedstva - Mary Petković: dekle - Jože Babič: član predsedstva - Judita Zidar: medicinska sestra | - Vesna Jevnikar: maserka - Bine Matoh: Vinko - Branko Miklavc: član predsedstva - Vesna Lubej: Leda - Maks Furijan: član predsedstva - Zoran More: manipulator | - Gojmir Lešnjak: Gvido - Janez Hočevar - Rifle: Avguštin - Tone Homar: član predsedstva - Ivo Ban: Ahac - Uroš Tatomir: šerif - Franc Markovčič: manipulator | - Jonas Žnidaršič: inšpektor - Danilo Benedičič: Oskar |

## Ekipa
- avtor dialogov: Valentin Duša
- fotografija: Valentin Perko
- glasba: Jurij Korenc
- montaža: Stanko Kostanjevec
- scenografija: Janez Kovič
- kostumografija: Zvonka Makuc
- maska: Berta Meglič

## Nagrade

### Dnevi slovenskega filma v Celju 1991
- nagrada za fotografijo
- priznanje Metod Badjura z diplomo za montažo
- priznanje Metod Badjura z diplomo za zvok: Marjan Horvat

(Žirija Društva slovenskih filmskih delavcev: publicistka Miša Grčar, direktor fotografije Rado Likon, scenograf Mirko Lipužič, režiser Jože Pogačnik in kostumografinja Milena Kumar)